# 천주교 부산교구
천주교 부산교구(天主敎 釜山敎區，라틴어: Dioecesis Pusanensis, 영어: Roman Catholic Diocese of Busan)는 대한민국 경상남도 동부 지역과 울산광역시, 부산광역시를 관할하는 한국 천주교회의 교구이다.

## 연혁
- 1954. 6.18. 경남대리구 설정, 초대 감목대리 서정길 신부 취임
- 1955. 9. 1. 제2대 감목대리 정재석 신부 취임
- 1957. 1.21. 부산대목구 설정
- 1957. 1. 26. 초대 대목장으로 최재선 신부 주교 임명
- 1957. 5.30. 최재선 신부 주교 서품, 부산교구 참사회 구성
- 1962. 3.10. 부산대목구 정식교구로승격
- 1966. 5.31. 마산교구 분리.
- 1971. 6.25. 이갑수 신부 보좌주교로 임명
- 1971. 8.24. 이갑수 신부 주교 서품
- 1972. 3.25. 이갑수 주교 부산교구 관리 주교 임명
- 1973.11. 7. 초대 교구장 최재선 주교 은퇴
- 1975. 6.28. 제2대 교구장 이갑수 주교 임명
- 1984. 5. 5. 교황 요한 바오로 2세 교구 방문
- 1988. 8. 1. 교구법원 설립
- 1998.12. 부교구장 정명조 주교 부임
- 1999.08. 제3대 교구장 정명조 주교 착좌
- 2007.11. 제4대 교구장 황철수 주교 착좌
- 2010.7.9 보좌주교 손삼석 주교 서품
- 2019.04.10 제5대 교구장 손삼석 주교 임명

## 관할구역
부산광역시, 울산광역시, 경상남도 김해시 대부분, 밀양시 대부분, 양산시

## 관할 지구 및 본당
- 1지구[부산 영도구, 중구, 동구 초량동] : 구봉, 봉래, 신선, 영주, 중앙주교좌, 청학, 초량, 태종대
- 2지구[부산 강서구(대저 제외), 서구, 사하구] : 괴정, 다대, 당리, 동대신, 명지, 명지신도시, 몰운대, 사하, 서대신, 송도, 아미, 장림, 초장, 하단
- 3지구[부산 남구, 동구(초량동 제외)] : 대연, 동항, 못골, 문현, 범일, 석포, 수정, 용호, 이기대
- 4지구[부산 금정구, 동래구 서부, 경남 양산시 웅상출장소지역] : 금정, 남산, 덕계, 부곡, 사직, 사직대건, 온천, 웅상
- 5지구[부산 동래구 동부, 해운대구 서부, 연제구] : 거제동, 동래, 반송, 반여, 서동, 안락, 연산, 장산, 토현
- 6지구[부산 사상구, 부산진구] : 가야, 개금, 당감, 모라 성요한, 사상, 서면, 성지, 양정, 엄궁, 전포, 주례
- 7지구[부산 북구] : 구포, 금곡, 대천, 덕천, 만덕, 수정마을, 화명
- 8지구[부산 수영구, 해운대구 우동] : 광안, 남천주교좌, 망미, 민락, 수영, 우동, 흰돌타운(준본당)
- 9지구[부산 해운대구 동부, 기장군] : 교리, 기장, 길천, 달맞이, 성가정, 송정, 정관, 좌동, 해운대
- 10지구[부산 강서구 대저, 경남 김해시 남부] : 김해, 삼계, 연지, 울만, 율하, 임호, 장유, 장유대청, 지내, 활천
- 11지구[경남 양산시(웅상출장소지역 제외), 밀양시 동부] : 남밀양, 남양산, 물금, 밀양, 북양산, 삼랑진, 양산

## 울산대리구 및 본당
- 1지구[울주군(서부 제외), 남구(신정동 일부 제외)] : 남창, 덕신, 두왕 성베드로, 무거, 삼산, 야음, 옥동, 월평
- 2지구[중구, 울주군 서부, 남구 신정동 일부, 북구 진장동] : 명촌, 범서, 병영, 복산, 성안, 언양 성야고보, 언양, 우정, 인보
- 3지구[동구, 북구(진장동 제외)] : 꽃바위, 남목, 방어진, 성바오로, 염포, 전하, 천곡, 호계, 화봉

## 역대교구장
- 1대 최재선(요한) 주교(1957년 1월26일 ~ 1973년 9월19일)
- 2대 이갑수(가브리엘) 주교(1975년 6월28일 ~ 1999년 8월29일)
- 3대 정명조(아우구스티노) 주교(1999년 8월29일 ~ 2007년 6월1일)
- 4대 황철수(바오로) 주교(2007년 11월21일 ~ 2018년 8월18일)
- 5대 손삼석(요셉) 주교(2019년 4월 10일 ~ 현재)

## 교육

### 대학교
- 부산가톨릭대학교

### 고등학교
- 대양전자통신고등학교
- 데레사여자고등학교
- 성모여자고등학교
- 지산고등학교

### 초등학교
- 부산알로이시오초등학교

## 의료기관
- 메리놀병원 (홈페이지)
- 부산성모병원 (홈페이지)
- 성분도치과병원 보관됨 2013-07-19 - 웨이백 머신
- 알로이시오기념병원 보관됨 2014-12-18 - 웨이백 머신